# Screaming Lord Sutch

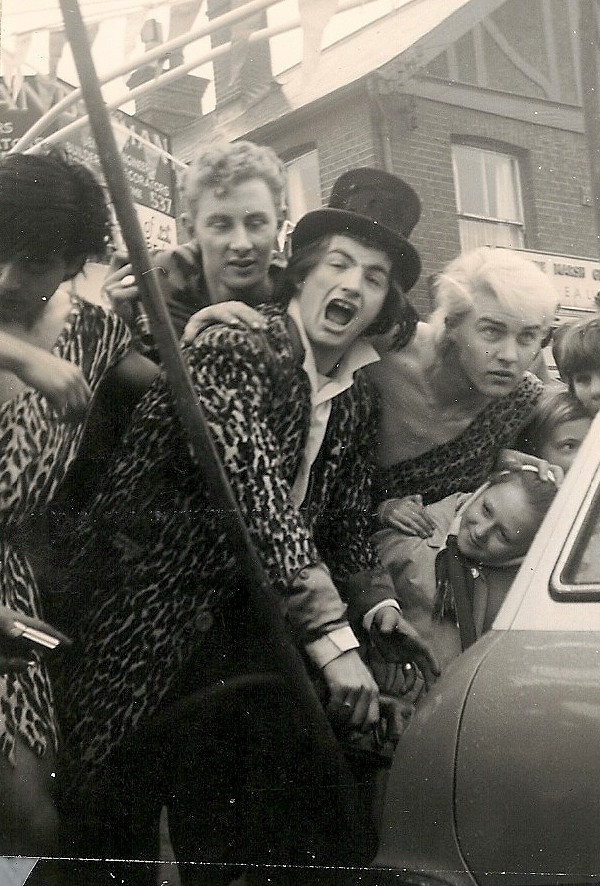
Screaming Lord Sutch (dahinter Colin Dale, rechts Tony Dangerfield)

David Edward Sutch (* 10. November 1940 in Hampstead, County of London, England; † 16. Juni 1999 in Harrow, London) war ein britischer Sänger, Politiker und Radiopirat. Er wurde bekannt unter dem Künstlernamen und Fantasietitel Screaming Lord Sutch, Third Earl of Harrow.

## Jugend
Sutch wuchs im Arbeitermilieu im Norden Londons auf. Sein Vater William Joseph Sutch, ein Reservepolizist, war bei einem Bombenangriff ums Leben gekommen. Zusammen mit seiner Mutter Annie Emily Sutch geb. Smith lebte er in ärmlichen Verhältnissen in Kilburn, später in Harrow. Seine Mutter, zu der er zeitlebens ein außerordentlich inniges Verhältnis hatte, schlug sich als Verkäuferin und Putzfrau durch. Mit ihr besuchte er in ihrer Freizeit Musik- und Varieté-Shows in der Londoner Edgware Road, wo er sich für den Komiker Max Miller, Illusionisten, Puppenspieler und Stücke des Grand Guignol begeisterte. Sutch verließ 1956 die Schule und nahm eine Arbeit als Fensterputzer an. Er übernahm den ausgefallenen Kleidungsstil seiner Vorbilder. Besuche von Rock'n'Roll-Musikveranstaltungen in Lokalen wie der Londoner 2i’s Coffee Bar weckten sein Interesse an Rockmusik.

## Musiker
Seine ersten Auftritte als Sänger absolvierte er in der 2i’s Coffee Bar und im Ace Cafe, einer von LKW- und Motorradfahrern besuchten Bar in der Londoner Harrow Road. Sein Gesangsstil und sein Auftreten wurde mit dem von Screamin’ Jay Hawkins verglichen.

### Frühe Jahre
Um 1960 erregte Sutch durch seine Auftritte zunehmend Aufmerksamkeit, einerseits durch seinen „wild man of Borneo look“, bestehend aus einer Leopardenfelljacke seiner Tante und einem Hut mit Büffelhörnern, durch den er aus der Masse der Elvis-Presley-Kopien hervorstach; vor allem aber durch seine ausgefallene Bühnenshow, die er als einer der ersten mit Schock- und Horrorelementen anreicherte. Requisiten waren Äxte, Messer, Totenschädel und ein Sarg, der zu Konzertbeginn auf die Bühne getragen wurde. Diesem entstieg er als Spukgestalt, mit weiß geschminktem Gesicht und schwarz-rot umrandeten Augen, um eine grüne Flüssigkeit ins Publikum zu spucken. Sutch fiel außerdem als einer der ersten langhaarigen Musiker auf, sein Haar soll 18 Zoll (etwa 45 Zentimeter) lang gewesen sein.
Sutch legte sich eine feste Band zu, The Savages („Die Wilden“), bestehend aus Bernie Watson (Gitarre), Rick Brown (Bass), Carlo Little (Schlagzeug) und Nicky Hopkins, der später gefragter Studio- und Livemusiker – unter anderem für die Rolling Stones und die Beatles – werden sollte. Die Besetzung wechselte häufig, auch Ritchie Blackmore, Matthew Fisher, Tony Dangerfield und Andy Wren gehörten zeitweise zur Band. Das Ensemble wurde später bekannt als Screaming Lord Sutch And The Savages. Im Jahr 1961 wurde der Musikproduzent Joe Meek auf ihn aufmerksam, erste Aufnahmen entstanden. Eines seiner bekanntesten Stücke wurde Jack the Ripper (1963), das von dem gleichnamigen Serienmörder handelt. Auf der Aufnahme sind Schritte und Schreie eines fliehenden Ripper-Opfers zu hören. Die Platten wurden in Meeks Heimstudio in Islington produziert.
Sutch, der in den Jahren von 1962 bis 1966 von Manager Reg Calvert betreut wurde, erweiterte seine Bühnenshows; so traten er und seine Band als Steinzeitmenschen oder Römer kostümiert auf, auch die Bühnendekorationen wurden entsprechend angepasst. Er absolvierte Auftritte unter dem Namen Lord Caesar Sutch & the Roman Empire, auch in Deutschland und Dänemark. Teilweise fuhr er dabei in einem von Pferden gezogenen Streitwagen vor. Bei seinen Musikern, besonders bei Blackmore und Dangerfield, sorgten die Kostümierungen jedoch zunehmend für Spannungen.
Trotz seiner Auftritte in namhaften Clubs wie dem Star-Club in Hamburg, seiner später berühmt gewordenen Musiker wie Blackmore, Hopkins oder Fisher und seiner relativ hohen Bekanntheit blieb der kommerzielle Erfolg aus. Sutchs Platten erreichten keine nennenswerten Verkaufszahlen.

### „Lord Sutch and Heavy Friends“
Das 1970 erschienene Album Lord Sutch and Heavy Friends unter Mitwirkung von Jimmy Page, John Bonham, Jeff Beck, Noel Redding und Nicky Hopkins erzielte in den USA eine Chartplatzierung, wurde aber von der BBC im Jahr 1998 zur „schlechtesten Platte aller Zeiten“ erklärt – ein Titel, den sie auch im Buch The Top 1000 Albums of All Time errang. Das Magazin Rolling Stone bewertete das Album als „absolut schrecklich“.
Die beteiligten Musiker distanzierten sich später von dem Album, besonders Jimmy Page zeigte sich verärgert. Er habe bis auf einige Wah-Wah-Effekte auf einem Track überhaupt nichts beigesteuert; trotzdem habe Sutch es so dargestellt, als sei er der einzige daran beteiligte Gitarrist gewesen. Er habe sich blamiert gefühlt. Offenbar war den beteiligten Musikern nicht klar gewesen, dass Sutch die bei Studiosessions entstandenen Aufnahmen als Album veröffentlichen wollte.

### Späte Jahre
Anfang der 1990er Jahre gelang Sutch ein Comeback in der Psychobillyszene, wo er auf einigen Festivals u. a. mit The Meteors auftrat. In den letzten Jahren vor seinem Tod absolvierte er europaweit noch bis zu 250 Auftritte im Jahr.

## Piratensender
siehe Hauptartikel →Radio Sutch
Im Jahr 1964 war Sutch am Betrieb des Piratensenders „Radio Sutch“ beteiligt.

## Politiker
Sutch wandte sich 1963 der Politik zu, als infolge der Profumo-Affäre Nachwahlen zum britischen Unterhaus in Stratford-upon-Avon notwendig geworden waren – dies zunächst wohl nur, um seine Popularität zu erhöhen. Sein Wahlprogramm wurde von Calverts Ehefrau Dorothy ausgearbeitet, sie arbeitete auch progressive Forderungen wie das Wahlrecht ab 18 Jahren ein. Sutchs Interesse an Politik war tatsächlich gering. Die unermüdliche Teilnahme an Wahlen, größtenteils mit satirischen Wahlkampagnen und abstrusen Forderungen, blieb jedoch bis zu seinem Tod eine Konstante. Er trat für mehrere Kleinstparteien wie Sod 'Em All, Go to Blazes und National Teenage Party an.

### National Teenage Party
Bereits 1963 hatte Sutch die National Teenage Party (NTP) gegründet, deren Programm zahlreiche absurde Forderungen enthielt, von denen jedoch einige umgesetzt wurden, so die Herabsetzung des Wahlalters auf 18 Jahre, die Zulassung gewerblicher Rundfunksender und die Liberalisierung der Pub-Öffnungszeiten.

### Official Monster Raving Loony Party
siehe Hauptartikel →Official Monster Raving Loony Party

In den 1970er Jahren lebte Sutch teilweise in den USA, verließ aber das Land in den frühen 1980ern. Wieder in England angekommen, gründete er, an seine NTP anknüpfend, 1983 die Official Monster Raving Loony Party (OMRLP). Die Partei forderte – in Anspielung auf die Agrarüberschüsse in der EG, die teilweise aufwendig vernichtet wurden – den Bau einer Skipiste aus dem Butterberg und die Züchtung von Speisefischen in Weinseen, damit diese beim Fang gleich eingelegt seien. Er selbst trat in rund 40 landesweiten Wahlen und Nachwahlen als Kandidat D. Sutch an. Die Parteinamen waren oft Variationen auf den Namen der OMRLP. Seine „Regenbogen-Allianz“ randständiger Kandidaten scheiterte bei den General Elections 1983 und 1987. 1985 wurde eine Kaution von £500 eingeführt, die ein Kandidat für die Teilnahme an einer Wahl zu hinterlegen hatte. Diese Kaution verfiel, wenn der Kandidat nicht wenigstens 5 % der abgegebenen Stimmen erzielte. Damit sollten als missbräuchlich angesehene Kandidaturen, die das gesamte Wahlverfahren in Misskredit bringen würden, verhindert werden. Sutch ließ sich aber dadurch nicht von seinen Kandidaturen abbringen. Da die Kautionen regelmäßig verfielen, hatte er ständig einen hohen Kapitalbedarf. Finanzielle Unterstützung erhielt er unter anderem von dem britischen Buchmacher William Hill plc. Bei der Nachwahl im Wahlbezirk Bootle am 24. Mai 1990 erzielte Sutch als Kandidat der OMRLP 418 Stimmen (1,2 %) und übertraf damit deutlich den Kandidaten der Social Democratic Party (SDP) mit 155 Stimmen. Dieses für die SDP blamable Ergebnis gab den Ausschlag für die Auflösung der durch Misserfolge, Krisen und Spaltungen geschwächten Partei. Der Sieg über die SDP galt zugleich als einer der größten politischen Erfolge Sutchs. Im Jahr 1995 stand er vor dem Bankrott, als seine Bank auf der Rückzahlung eines geschuldeten Betrages von £194.000 bestand. Nach Verhandlungen über die Rückzahlungsmodalitäten war die Bank bereit, den Betrag weiterhin zu stunden, sodass Sutch seine Kandidaturen fortsetzen konnte.

## Privatleben
Sutch war niemals verheiratet. Mit dem US-amerikanischen Fotomodell Thann Rendessy hatte er einen Sohn, Tristan Lord Gwynne Sutch, der 1975 geboren wurde.

## Tod
Sutch beging im Jahr 1999 Suizid durch Erhängen, zwei Jahre nachdem seine Mutter gestorben war. Seine Lebensgefährtin gab an, er habe bereits seit vielen Jahren an einer schweren Bipolaren Störung gelitten, die ihn teilweise völlig handlungsunfähig gemacht habe. Sein letzter Tagebucheintrag soll gelautet haben: „Depression, Depression, Depression ist einfach zu viel.“ Der Untersuchungsbeamte stellte fest, dass Sutch im Zustand einer schweren Depression seinen schon länger geplanten Suizid in die Tat umgesetzt hatte: „Ein Komödiant mit Tragik in seinem Herzen. Die Öffentlichkeit sah das öffentliche Gesicht, einen fröhlichen, offenen Charakter, aber in der Zurückgezogenheit seiner Kammer kam seine wahre Traurigkeit zum Vorschein.“
David Edward Sutch wurde auf dem Pinner Cemetery, London, an der Seite seiner Mutter bestattet.

## Rezeption

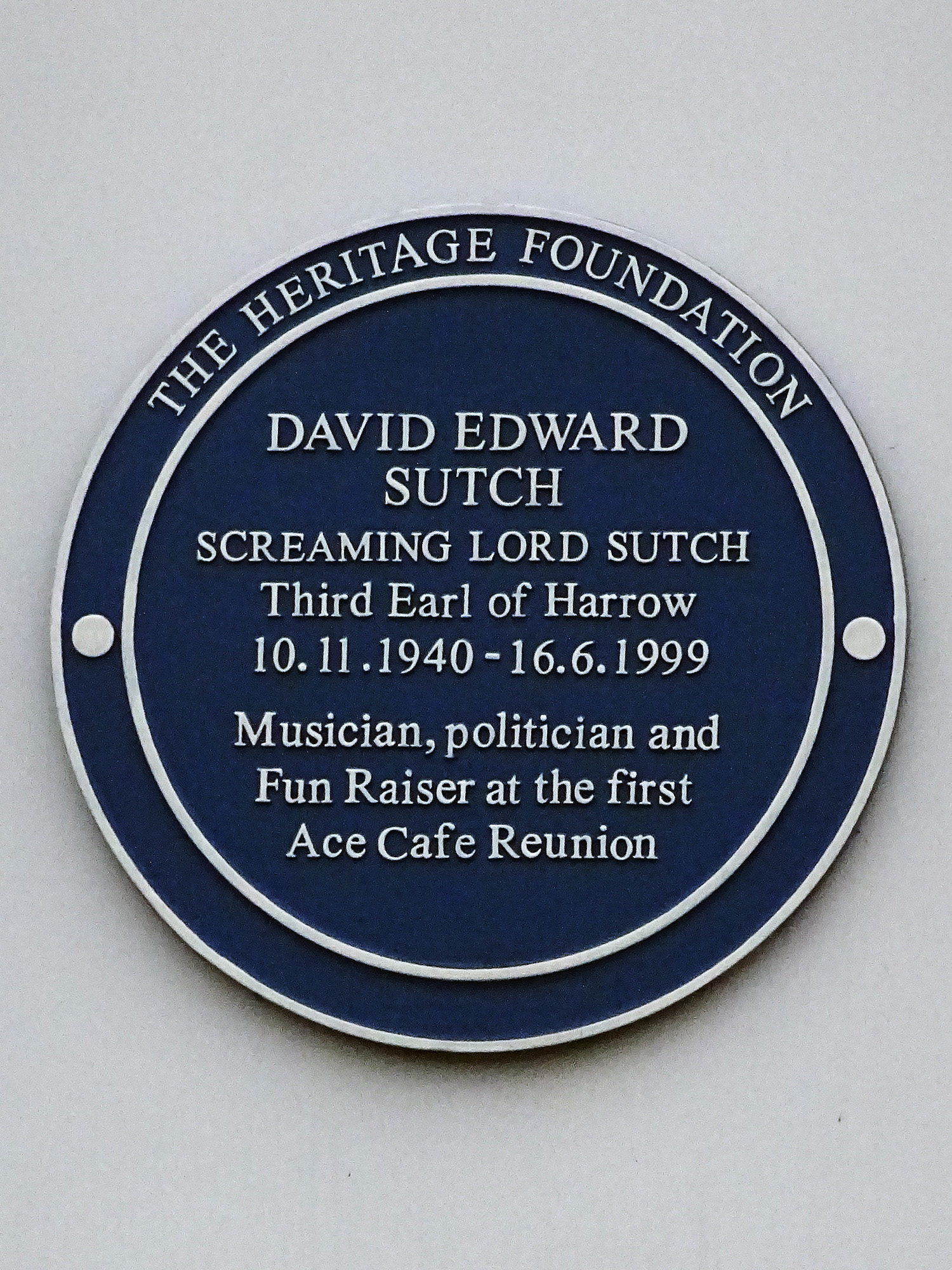
Gedenktafel für Sutch am Ace Cafe

Screaming Lord Sutch gilt als einer der Wegbereiter für spätere Schockrocker wie Alice Cooper und Lizzy Borden.
Ein britischer Regierungssprecher erklärte nach seinem Tod, Sutch habe über viele Jahre hinweg einzigartige Beiträge zur britischen Politik geleistet. Ohne ihn würden die Wahlen nie wieder so sein, wie sie waren. Ein Kommentator der Zeitung The Guardian schrieb, Sutch habe ein ganzes Leben mit Kandidaturen für das Spektakel verbracht, in einem albernen Hut und einer Leopardenfelljacke und gelegentlich mit einem aufblasbaren Skelett neben Politikern wie 
Harold Wilson, Margaret Thatcher, Tony Benn und John Major stehen zu können.
An der Wand des Ace Cafe ist eine Gedenktafel des English Heritage Trust für Sutch angebracht.

## Diskographie
Sutch veröffentlichte vor allem in den 1960er Jahren eine Vielzahl von Singles, die sowohl Originalmaterial als auch Cover von bekannten Rockstandards enthielten. In den 1970er Jahren entstand eine Langspielplatte. Zu Lebzeiten als auch nach seinem Tod erschienen mehrere „Best of“-Alben.

### Singles (Auswahl)
- 1961: Good Golly Miss Molly / ’Til The Following Night – (HMV)
- 1963: Jack The Ripper / Don’t You Just Know It – (Decca)
- 1963: I’m A Hog For You / Monster In Black Tights – (Decca)
- 1964: She’s Fallen In Love With A Monster / Bye Bye Baby – (Oriole)
- 1964: Dracula’s Daughter / Come Back Baby – (Oriole)
- 1966: The Cheat / Black And Hairy – (CBS)
- 1976: Jack The Ripper (new recording) / Dance And Jive – (Charly/Bellaphon)
- 1976: Monster Ball / Rang-Tang-A-Lang – (SRT)
- 1976: I Drink To Your Health Marie / I Drink To Your Health Marie (Instrumental) – (SRT)

### Alben (Auswahl)
- 1970: Lord Sutch and Heavy Friends
- 1971: Hands Of Jack The Ripper (live)
- 1980: Alive And Well (live)
- 1992: Live Manifesto (live)